# Корнешты (Унгенский район)
Корнешты (рум. Corneşti, Корнешть) — село в Унгенском районе Молдавии. Относится к сёлам, не образующим коммуну.

## История
Первое упоминание о Корнештах относят к 1436 году.

## География
Село расположено на высоте 215 метров над уровнем моря.

## Население
По данным переписи населения 2004 года, в селе Корнешть проживает 2038 человек (997 мужчин, 1041 женщина).
Этнический состав села:
| Национальность | Число жителей | Процентный состав |
| -------------- | ------------- | ----------------- |
| молдаване      | 2013          | 98.77             |
| румыны         | 9             | 0.44              |
| русские        | 8             | 0.39              |
| украинцы       | 6             | 0.29              |
| гагаузы        | 1             | 0.05              |
| прочие         | 1             | 0.05              |
| Всего          | 2038          | 100%              |